# La Garolera
La Garolera és una masia a un km i mig al nord del nucli de l'Esquirol (Osona). Masia anomenada antigament l'Era d'En Grau o la Garaulera, documentada a partir del 1480. Va ser cremada pels francesos el 1656. La trobem registrada als fogatges de les "Parròquies del derme de Corcó, St. Jolia de Cabrera, St. Llorens Dosmunts, St. Bartomeu Sagorga, St. Vicens de Casserres i St. Martí Çescorts, fogajat a 11 octubre 1553 per Bartomeu Bertrana balle com apar en cartes 241", on consta un tal "Joan Galorele", que coincideix aproximadament amb el nom de la masia.
Masia de planta rectangular (12 x 11 m), coberta a dues vessants i amb el carener perpendicular a la façana, situada a migdia. Presenta diversos cossos adossats a les façanes excepte la principal, i consta de planta, primer pis i golfes. La majoria d'obertures són de gres. La façana principal presenta un portal rectangular amb llinda esculturada amb un bonic motiu i datada (1722), una finestra i un portal que dona accés al cos de porxos adossat a la façana Oest; al primer pis hi ha tres finestres amb ampit motllurat i tres finestres a les golfes. La façana Oest presenta als baixos del cos de porxos dos portals i a la planta el porxo amb dos pilars de totxo. La façana Nord presenta un cobert de totxana al sector oest i un portal als baixos, sota una terrassa que està a nivell del primer pis i presenta un portal i tres finestres; al sector Est presenta un cos allargat adossat a la planta, quatre finestres al primer pis i una finestreta sota el carener. Tota aquesta façana està arrebossada amb Portland. La façana est presenta un cos de garatge a la planta baixa i una finestra al primer pis.